# Ignacio Prieto Vega
Ignacio Prieto Vega IEME (* 9. März 1923 in Besande, Provinz León; † 9. Mai 2008 in Madrid) war ein spanischer Ordensgeistlicher und römisch-katholischer Bischof von Hwange in Simbabwe.

## Leben
Ignacio Prieto Vega trat nach Schulbesuchen in Morgovejo (León), der Seminare von San Froilán in León und San Jerónimo in Burgos 1947 der Ordensgemeinschaft des Missionsordens Instituto Español de San Francisco Javier para Misiones Extranjeras (Gesellschaft apostolischen Lebens) bei und empfing am 10. August 1947 das Sakrament der Priesterweihe. Nach Aufbaustudien an der Päpstlichen Universität Gregoriana in Rom und der Witwatersrand-Universität in Johannesburg war er in seinem Heimatbistum León tätig. 1949 ging er erstmals als Missionar nach Südrhodesien, und zwar nach Hwange (Wankie). Von 1958 bis 1963 war er Rektor des nationalen Missionsseminars der IEME in Burgos.
1963 wurde er von Johannes XXIII. zum Bischof des Bistums Hwange in der Provinz Nordmatabeleland in Simbabwe ernannt. Die Bischofsweihe spendete ihm der Erzbischof von Burgos Luciano Pérez Platero; Mitkonsekratoren waren der Bischof von León Luis Almarcha Hernández und Bischof José Lecuona Labandibar, Generalsuperior des Instituto Español de San Francisco Javier.
Er war langjähriger Vorsitzender der Bischofskonferenz von Simbabwe sowie weiterer Initiativen und Organisationen. Er nahm an der zweiten bis vierten Sitzungsperiode des Zweiten Vatikanischen Konzils als Konzilsvater teil. Ignacio Prieto Vega setzte sich wiederholt gegen die Gewalt in Rhodesien, später Simbabwe, ein.
1999 wurde seinem Rücktrittsgesuch durch Johannes Paul II. stattgegeben. Als Emeritus war er Rektor des Instituto Religioso Femenino in Hwange.